# Oberamt Neuenbürg

Karte der Oberämter, Stand 1926

Das Oberamt Neuenbürg war ein Verwaltungsbezirk im westlichen Württemberg (auf beigefügter Karte #38), der 1934 in Kreis Neuenbürg umbenannt wurde und 1938 zur Gänze im Landkreis Calw aufging. Allgemeine Bemerkungen zu den württembergischen Oberämtern siehe Oberamt (Württemberg).

## Geschichte

Oberamt Neuenbürg, Gebietsstand 1813, mit den früheren Herrschafts- und Ämtergrenzen

Bereits im 14. Jahrhundert war die Stadt Neuenbürg Hauptort einer württembergischen Vogtei. 1442 wurde aus diesem das gesamte obere Enztal umfassenden Bezirk das eigenständige Amt Wildbad ausgegliedert. Den württembergischen Besitz im Nordschwarzwald rundete die bis 1603 badische Herrschaft Liebenzell ab, die geschlossen in den Verwaltungsaufbau eingefügt wurde. Erst die ab 1806 vorgenommene Neuordnung führte die drei Ämter, ab 1758 Oberämter, zusammen. Während Wildbad und das Klosteramt Herrenalb schon 1807/1808 zu Neuenbürg kamen, teilte man die Liebenzeller Orte zunächst dem Oberamt Calw, schließlich 1810 dem Oberamt Neuenbürg zu. Der von 1818 bis 1924 dem Schwarzwaldkreis zugeordnete Bezirk grenzte im Südosten die an württembergischen Oberämter Calw und Nagold, auf drei Seiten an das Großherzogtum Baden.

### Ehemalige Herrschaften
1813, nach Abschluss der Gebietsreform, setzte sich der Bezirk aus Bestandteilen zusammen, die im Jahr 1800 zu folgenden Herrschaften gehört hatten:
- Herzogtum Württemberg
  - Oberamt Neuenbürg: Neuenbürg, Arnbach, Birkenfeld, Calmbach, Conweiler, Dennach, Dobel, Engelsbrand, Feldrennach mit Pfinzweiler, Gräfenhausen mit Obernhausen, Grunbach, Höfen, Kapfenhardt, Langenbrand, Oberniebelsbach, Ottenhausen mit Rudmersbach, Salmbach, Schwann, Waldrennach;
  - Oberamt Liebenzell: Liebenzell, Beinberg, Bieselsberg, Dennjächt, Ernstmühl (rechts der Nagold), Igelsloch, Maisenbach mit Zainen, Monakam, Ober- und Unterlengenhardt, Schömberg, Schwarzenberg, Unterhaugstett, Unterkollbach, Unterreichenbach;
  - Oberamt Wildbad: Wildbad mit den zugehörigen Weilern, Höfen und Mühlen sowie der Rentkammerort Enzklösterle;
  - Klosteramt Herrenalb: Herrenalb mit Gaisthal und Kullenmühle, Bernbach mit der württembergischen Hälfte von Moosbronn, Loffenau, Neusatz, Rotensol.

- Markgrafschaft Baden
Zum Territorium des unter badischer Landeshoheit stehenden Klosters Frauenalb zählte Unterniebelsbach.

## Gemeinden

### Einwohnerzahlen 1860
Folgende Gemeinden waren 1860 dem Oberamt Neuenbürg unterstellt:
| frühere Gemeinde  | Einwohnerzahl 1860 | Einwohnerzahl 1860 | heutige Gemeinde |
| frühere Gemeinde  | ev.                | kath.              | heutige Gemeinde |
| ----------------- | ------------------ | ------------------ | ---------------- |
| Neuenbürg         | 1812               | 24                 | Neuenbürg        |
| Arnbach           | 458                | 2                  | Neuenbürg        |
| Beinberg          | 254                | –                  | Bad Liebenzell   |
| Bernbach          | 631                | 6                  | Bad Herrenalb    |
| Bieselsberg       | 387                | –                  | Schömberg        |
| Birkenfeld        | 1191               | –                  | Birkenfeld       |
| Calmbach          | 1678               | 2                  | Bad Wildbad      |
| Conweiler         | 789                | –                  | Straubenhardt    |
| Dennach           | 313                | –                  | Neuenbürg        |
| Dobel             | 1068               | 4                  | Dobel            |
| Engelsbrand       | 865                | 2                  | Engelsbrand      |
| Enzklösterle      | 345                | 3                  | Enzklösterle     |
| Feldrennach       | 1096               | –                  | Straubenhardt    |
| Gräfenhausen      | 1187               | 2                  | Birkenfeld       |
| Grunbach          | 681                | 1                  | Engelsbrand      |
| Herrenalb         | 978                | 10                 | Bad Herrenalb    |
| Höfen             | 435                | –                  | Höfen an der Enz |
| Igelsloch         | 206                | –                  | Oberreichenbach  |
| Kapfenhardt       | 400                | 2                  | Unterreichenbach |
| Langenbrand       | 566                | –                  | Schömberg        |
| Loffenau          | 1210               | 2                  | Loffenau         |
| Maisenbach        | 466                | –                  | Bad Liebenzell   |
| Neusatz           | 500                | 2                  | Bad Herrenalb    |
| Ober-Lengenhardt  | 308                | –                  | Schömberg        |
| Ober-Niebelsbach  | 272                | 1                  | Keltern          |
| Ottenhausen       | 828                | 15                 | Straubenhardt    |
| Rothensol         | 442                | –                  | Bad Herrenalb    |
| Salmbach          | 375                | –                  | Engelsbrand      |
| Schömberg         | 693                | –                  | Schömberg        |
| Schwann           | 794                | 5                  | Straubenhardt    |
| Schwarzenberg     | 310                | –                  | Schömberg        |
| Unter-Lengenhardt | 179                | –                  | Bad Liebenzell   |
| Unter-Niebelsbach | 191                | –                  | Keltern          |
| Waldrennach       | 472                | –                  | Neuenbürg        |
| Wildbad           | 2495               | 41                 | Bad Wildbad      |
| Zusammen          | 24875              | 124                |                  |

### Änderungen im Gemeindebestand seit 1813

Gemeinden und Markungen um 1860

Um 1830 wurde Rudmersbach nach Ottenhausen eingemeindet.
1842 wechselten die Gemeinden Dennjächt, Ernstmühl, Liebenzell, Monakam, Unterhaugstett und Unterreichenbach vom Oberamt Neuenbürg zum Oberamt Calw.
1887 erhielt Herrenalb das Stadtrecht.
1927 schlossen sich Ober- und Unterniebelsbach zur Gemeinde Niebelsbach zusammen.
1935 wurde Enztal (Kreis Nagold) nach Enzklösterle eingemeindet.

## Amtsvorsteher
- 1796–1808: Johann Gottlob Christoph von Seeger
- 1808–1811: Christian Kausler
- 1811–1819: Ludwig Friedrich Hüttenschmid
- 1819–1821: Karl Eberhard Bolley
- 1822–1834: Friedrich Ludwig Hörner
- 1834–1841: Franz Schöpfer
- 1841–1848: Carl Friedrich von Leypold
- 1848–1857: Heinrich Ludwig von Baur
- 1857–1866: Wilhelm von Bätzner
- 1866–1870: Karl von Luz
- 1870–1877: Robert von Gaupp
- 1877–1882: Heinrich Mahle
- 1882–1886: Theodor von Nestle
- 1886–1893: Friedrich von Hofmann
- 1893–1896: Wilhelm Friedrich Maier
- 1896–1901: Hugo Pfleiderer
- 1901–1904: Friedrich Kälber
- 1904–1913: Friedrich Hornung
- 1913–1918: Eugen Ziegele
- 1919–1920: Wilhelm Bullinger
- 1920–1924: Erwin Wagner
- 1924–1938: Wilhelm Lempp